# قلب‌های ربوده‌شده
قلب‌های ربوده‌شده (به انگلیسی: Stolen Hearts) یا دو از دریا (به انگلیسی: Two If by Sea) فیلمی محصول سال ۱۹۹۶ و به کارگردانی بیل بنت است. در این فیلم بازیگرانی همچون ساندرا بولاک، دنیس لری، استیون دیلین، یافت کوتو، مایک استار، جاناتان توکر، وین رابسن، مایکل بادالوکو و لنی کلارک ایفای نقش کرده‌اند.